# Pístní čep
Pístní čep je díl spojující píst a ojnici u spalovacích pístových motorů a pístových kompresorů.
Je ve většině případů trubkovitého tvaru z velice pevné oceli, někdy se používá pístního čepu ze šintované keramiky ve spojení z písty z lisovaného uhlíkového vlákna. U některých druhů dvoutaktních motorů je pístní čep vyplněn pryskyřicí nebo plastem, někdy bývá jednostranně uzavřen nebo nedovrtán. Pístní čep je přesný výrobek (v rámci tisícin mm) a povrchově upraven broušením, kalením a chromováním. Pístní čep musí přenášet síly až několika tun. Dnešní pístní čep bývá tak odolný výrobek, že někdy vydrží až několikanásobek samotné životnosti motoru.
Uložení pístního čepu se provádí několika způsoby:
- plovoucím: zajištěním Segerovým kroužkem nebo pérovým kroužkem,
- pevným: pojišťovacím šroubkem, lisováním do teplého ojničního oka.